# Royal Southampton Yacht Club
Der Royal Southampton Yacht Club (RSYC) ist ein englischer Segelclub, gegründet 1875 in Southampton. Das Clubhaus liegt heute am Beaulieu River in Hampshire.

## Geschichte
Die Ursprünge des „Royal Southampton Yacht Club“ gehen auf den „West Quay Amateur Regatta Club“ im Jahr 1858 zurück, der 1862 in „Southampton Amateur Regatta Club“ umbenannt wurde. In den Gewässern gegenüber dem alten West Quay in Southampton fanden häufig Rennen statt, bevor die Uferpromenade von Southampton umfassend ausgebaut wurde.

### Gründung
Im Jahr 1868 trennte sich eine Gruppe von Mitgliedern von diesem Club und gründete einen neuen „Southampton Regatta Club“. Im Jahr 1875 beschloss der Club, seinen Namen in „Southampton Yacht Club“ zu ändern, und erhielt das Recht, das Stadtwappen von Southampton zu verwenden. Diese bilden das Herzstück des „Gürtelwappens“ des Clubs, wobei Gürtel und Schnalle ein heraldisches Symbol sind, das die Zugehörigkeit zu einer Gruppe anzeigt, wie bei einem schottischen Clanabzeichen.
Zwei Jahre später im Jahr 1877 erhielt der Club die königliche Schirmherrschaft von Königin Victoria. Dadurch bekam der neue Club die Erlaubnis, sich den Namen „Royal Southampton Yacht Club“ (RSYC) zu geben. Als Royal Club haben RSYC-Mitglieder das Privileg als Seeflagge die Blue Ensign zu führen, die eine Krone in der Mitte der Unionsflagge trägt. Darüber hinaus wird das Clubwappen von einer Krone gekrönt, die auf seinen königlichen Status hinweist.
Earl Mountbatten von Burma war von 1965 bis zu seinem tragischen Tod im Jahr 1979 Admiral (Kommodore) des Clubs. Heute hat der RSYC Prinz Michael of Kent in dieser Funktion.

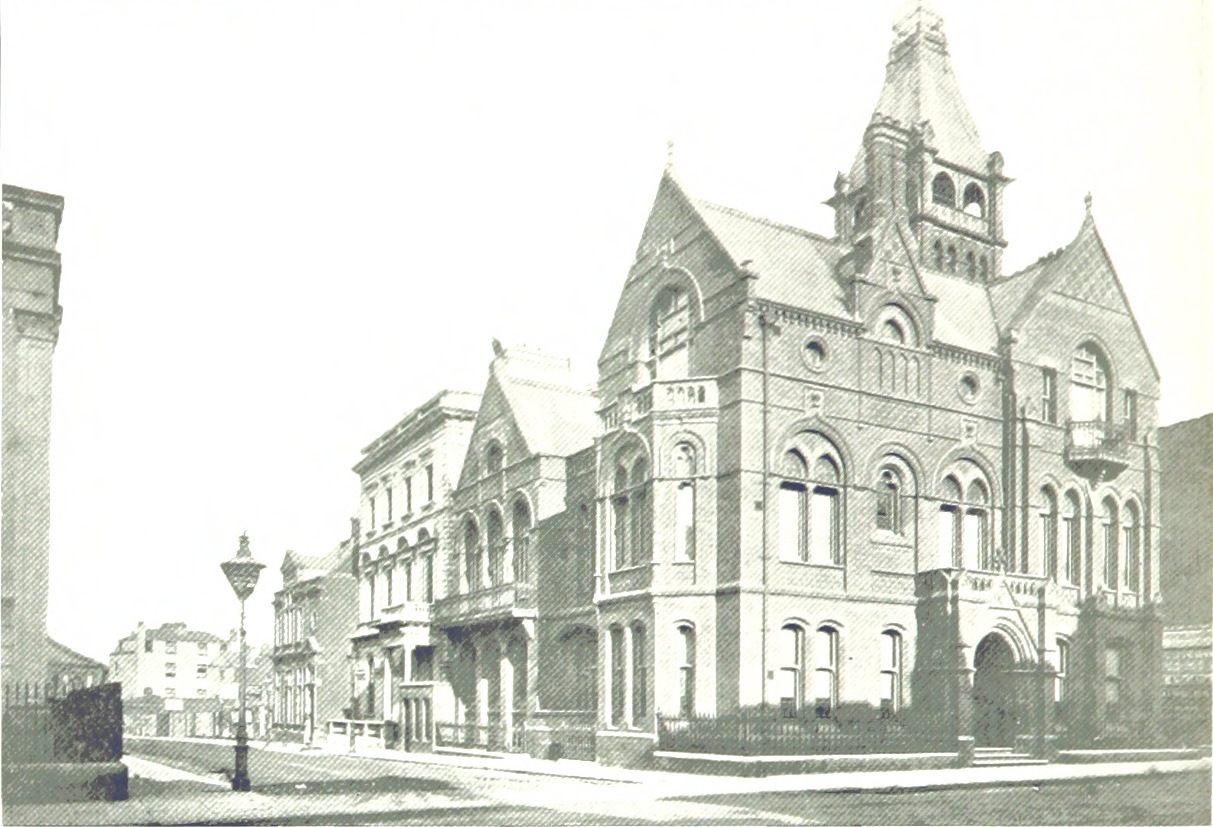
Clubhaus des Royal Southampton Yacht Club, Above Bar, 1899

### Räumlichkeiten und Aktivitäten
Der „Southampton Regatta Club“ hatte zunächst seinen Sitz im George Hotel in der Stadt. Als dieses einige Jahre später abbrannte, zog man in die erste Etage der 32 High Street, wo man einen Clubraum und zwei Billardräume hatte. Im Jahr 1875 geriet auch dieses in Brand.

#### 1885 – 1957 Above Bar, Southampton
Zu diesem Zeitpunkt beschlossen die Mitglieder, die notwendigen Investitionen für einen eigens dafür errichteten Hauptsitz aufzubringen. Daher wurde in 79 Above Bar, Southampton, ein sehr imposantes Gebäude im charakteristischen viktorianischen Stil der häuslichen Gotik errichtet. Der Grundstein wurde 1885 vom Marquis von Ailsa, dem Kommodore des Clubs, gelegt. Es hieß, man hätte das Gebäude mit dem Rathaus verwechseln können, hätten da nicht die vier Messingkanonen vor dem Eingang gestanden. Über der Tür befand sich das aus Terrakotta modellierten Wappen des Clubs.
Zu diesem Zeitpunkt hatte der Club 400 Mitglieder, von denen etwa die Hälfte in oder in der Nähe von Southampton lebte. Zur Deckung der Kosten für Grundstücke, Gebäude und Möbel – insgesamt 7.200 £ – wurden 2.000 £ aus dem Vermögen des Clubs, 2.500 £ durch den Verkauf von Anleihen an Mitglieder und 2.700 £ durch Hypotheken aufgebracht. Dazu gehörte ein hoher Aussichtsturm. Zu den Einrichtungen gehörten außerdem Speise-, Raucher-, Billard-, Billard-, Lese-, Schach- und Kartenräume sowie eine Bibliothek und Umkleideräume sowie Küchen und Verwalterräume.
Es war ein wahrer Gentleman-Club, in einer Zeit, in der Yachtrennen großen, sehr teuren Yachten vorbehalten waren und der Lebensstil ihrer wohlhabenden Besitzer ihren Status widerspiegelte. Damen waren kaum zu sehen. Der Club war ein bemerkenswertes Wahrzeichen der Stadt und blühte in diesen prestigeträchtigen Räumlichkeiten bis zum Ersten und Zweiten Weltkrieg weiter auf. Im Zweiten Weltkrieg überstand das Gebäude den Luftangriff auf Southampton in der Nacht vom 30. November 1940.
Etwa 72 Jahre nach dem Bau des Above Bar-Gebäudes beschloss die damalige Mitgliedschaft, in neue Räumlichkeiten umzuziehen, anstatt die bis dahin erforderlichen umfangreichen Reparaturen in Angriff zu nehmen. Grundstücke für den Einzelhandel in der Gegend waren zu diesem Zeitpunkt sehr gefragt, sodass es finanziell sinnvoll war, ein Angebot von 106.000 £ für das Gebäude anzunehmen, das anschließend abgerissen wurde.

#### 1957 – 1988  Northlands Road
Mittlerweile gab es in der Stadt selbst praktisch keine Yachtaktivitäten mehr, da sich Southampton zu einem wichtigen Hafen entwickelt hatte, dem sogenannten Tor zum Empire. Dementsprechend wurden Räumlichkeiten weiter landeinwärts an der Northlands Road gefunden. Der Club bezog 1957 seine neuen Räumlichkeiten im umfassend renovierten ehemaligen Court Royal Hotel.
Dadurch entstanden zwei Bars, eine ausschließlich für Mitglieder, ein großer Speisesaal, ein Billardzimmer und ein Admiralszimmer sowie Büros und mehrere Wohnungen, die vermietet wurden. Es hatte den zusätzlichen Vorteil, dass es von schönen Gärten umgeben war und es einen großen Parkplatz gab. Die laufende Leitung des Clubs lag in den Händen des Vorsitzenden der Ausschüsse, Charles Hiscock, Vater von Eric C. Hiscock, einem mehrfachen Weltumsegler und Buchautor. Seine Berichte über Segelreisen rund um die Welt in seinen Yachten mit dem Namen Wanderer sind sehr berühmt.
Die Rennaktivitäten auf den zahlreicheren, kleineren Booten, die die früheren Großyachten ersetzt hatten, wurden auf dem Solent fortgesetzt, unter anderem bei der Hauptregatta des Clubs am ersten Tag der Cowes Week.

#### 1964 bis heute Gins Lane, Beaulieu River
Im Jahr 1964 kaufte der Club mit den Mitteln aus dem Verkauf der Above Bar-Räumlichkeiten ein Grundstück in der Gins Lane am Beaulieu River, ein paar Meilen von der Flussmündung in den Solent entfernt. Auf dem Gelände wurde ein Clubhaus sowie ein 270 Fuß langer Gehweg errichtet, der zu einem Uferponton führt. Später wurde ein Ponton in der Flussmitte hinzugefügt und es stehen auch Bojenliegeplätze zur Verfügung.

#### 1988 – 2018 Ocean Village, Southampton
Im Laufe der Zeit erwies sich die Instandhaltung der Northlands Road als unwirtschaftlich, und trotz oder vielleicht inspiriert durch den Kauf von Gins entschieden sich die Mitglieder für einen Standort direkt am Wasser für ihr städtisches Clubhaus. 1987 wurde die Entscheidung getroffen, in ein eigens dafür errichtetes Hauptquartier in der neuen Ocean Village Marina umzuziehen, die damals rund um Southamptons altes Princess Alexandra Dock, den ehemaligen Cross-Channel-Fähranleger, an der Spitze von Southampton Water errichtet wurde.
In den 1990er und 2000er Jahren wurden die Fahrten- und Regatta-Programme weiterentwickelt und verbessert. Der Club ist Großbritanniens führender Veranstalter von Zweihand-Regatten (englisch Double Handed Race), die 1981 von den Mitgliedern Jan und Neil Cox begründet wurden. Der Club beteiligt sich immer noch voll an der Cowes Week Regatta und vergibt jedes Jahr am ersten Tag der Veranstaltung Trophäen. Im Jahr 2012 wurde der Club als Austragungsort des spektakulären J-Klasse-Rennens im Solent ausgewählt und eine Reihe erfahrener Rennleiter des Clubteams unterstützten bei der Leitung des olympischen Segelns 2012 in Weymouth.
Angesichts der sich verändernden sozialen und demografischen Muster beschloss der Club im Jahr 2018, sich erneut zu verändern, um den Bedürfnissen der nächsten Generation von Mitgliedern und Seglern gerecht zu werden. Es wurde eine beträchtliche Investition in das Clubhaus an der Gins Lane getätigt, das zum Hauptstandort des Clubs am Wasser wurde. Die Räumlichkeiten des Ocean Village wurden geräumt, während eine Verwaltungsbasis und eine starke Verbindung zu sozialen Aktivitäten in der Stadt erhalten blieben. Die Bar, der Speisesaal und die Terrasse bieten einen spektakulären Blick auf den Fluss und den Solent. Hier ist auch der Schwerpunkt des Jollensegelns des Royal Southampton Yacht Club.